# Gorybia alboapex
Gorybia alboapex är en skalbaggsart som beskrevs av Martins 1976. Gorybia alboapex ingår i släktet Gorybia och familjen långhorningar.
Artens utbredningsområde är Venezuela. Inga underarter finns listade i Catalogue of Life.